# Cromeleque

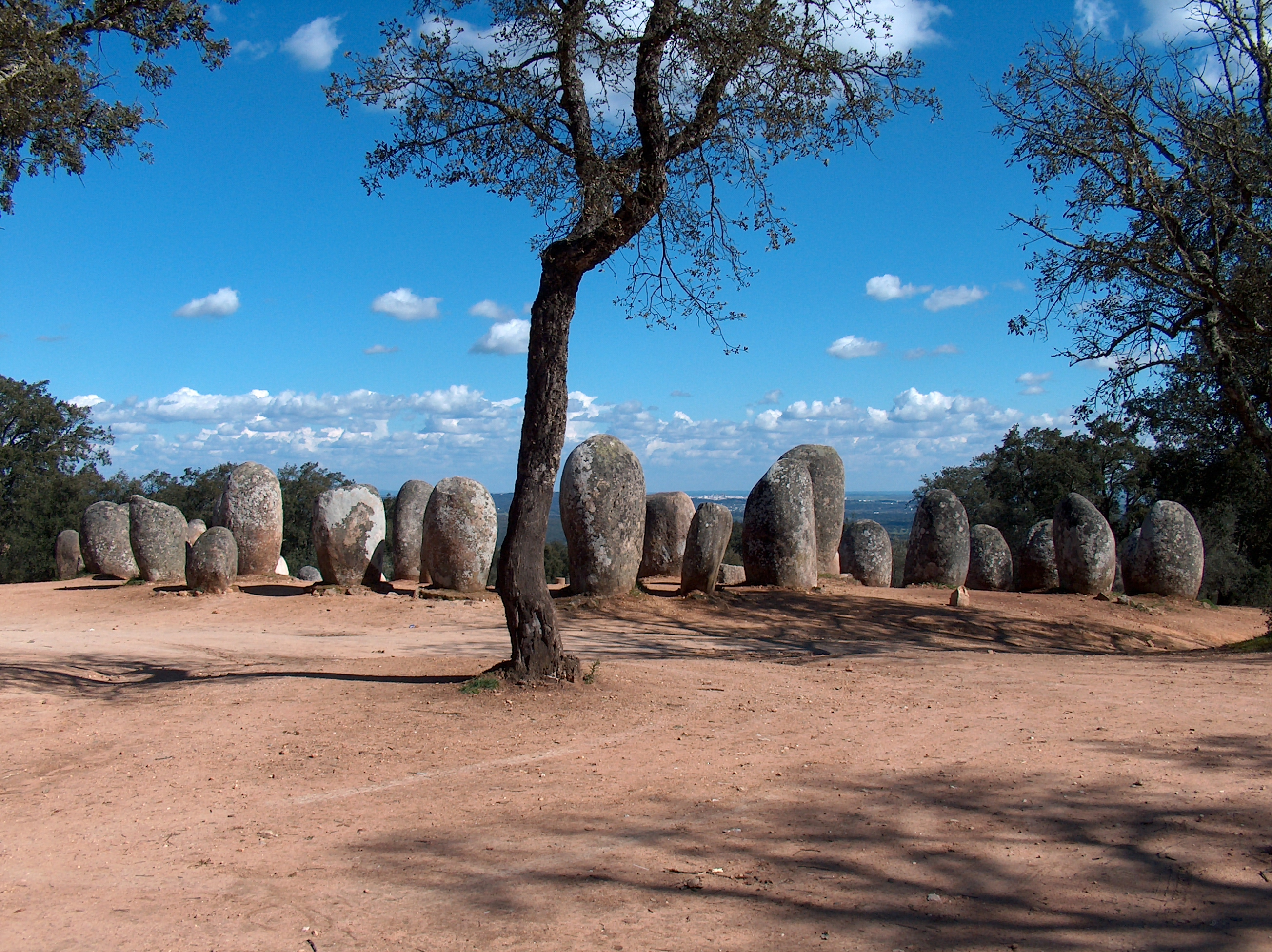
Cromeleque dos Almendres.

Cromeleque, ou cromlech,  é o conjunto de diversos menires dispostos, normalmente em um ou vários círculos, ou elipses, mas também em rectângulos, em semicírculos ou ainda estruturas mais complexas como o cromeleque dos Almendres, construído entre 3300e 1800a.c, e que deve ter sido como templo do culto do sol e da lua e outros astros.
O termo está praticamente obsoleto em arqueologia, mas permanece em uso como uma expressão coloquial.
Trata-se de monumentos da pré-história, estando associados ao culto dos astros e da natureza, sendo considerados um local de rituais religiosos e de encontro tribal.
A grande maioria dos cromeleques existentes em Portugal encontra-se em encostas expostas a nascente-sul.
A orientação do monumento( para o ponto de nascimento do sol no solstício de Verão) e a disposição das pedras( de acordo com as fases da lua) levam a pôr a hipótese de ter sido uma espécie de observatório astronómico.

## Etimologia
O termo cromeleque procede do inglês cromlech, que por sua vez deriva do galês antigo ''crwm, "torto" (Crom em feminino), e lech, "laje". Portanto o significado literal seria  "laje (colocada em) curva."